# Fujiwara no Yorimichi
Fujiwara no Yorimichi (藤原 頼通?) (990-1074), hijo de Michinaga, fue un noble de la Corte japonesa. Sucedió a su padre en el cargo de Sesshō en 1017, y luego se convirtió en Kampaku (Kanpaku) desde 1020 hasta 1068. En estas dos posiciones, ejerció como Regente del Emperador, como muchos de sus ancestros y descendientes. El clan Fujiwara tuvo casi exclusivamente el control sobre las posiciones de regencia durante más de 200 años.

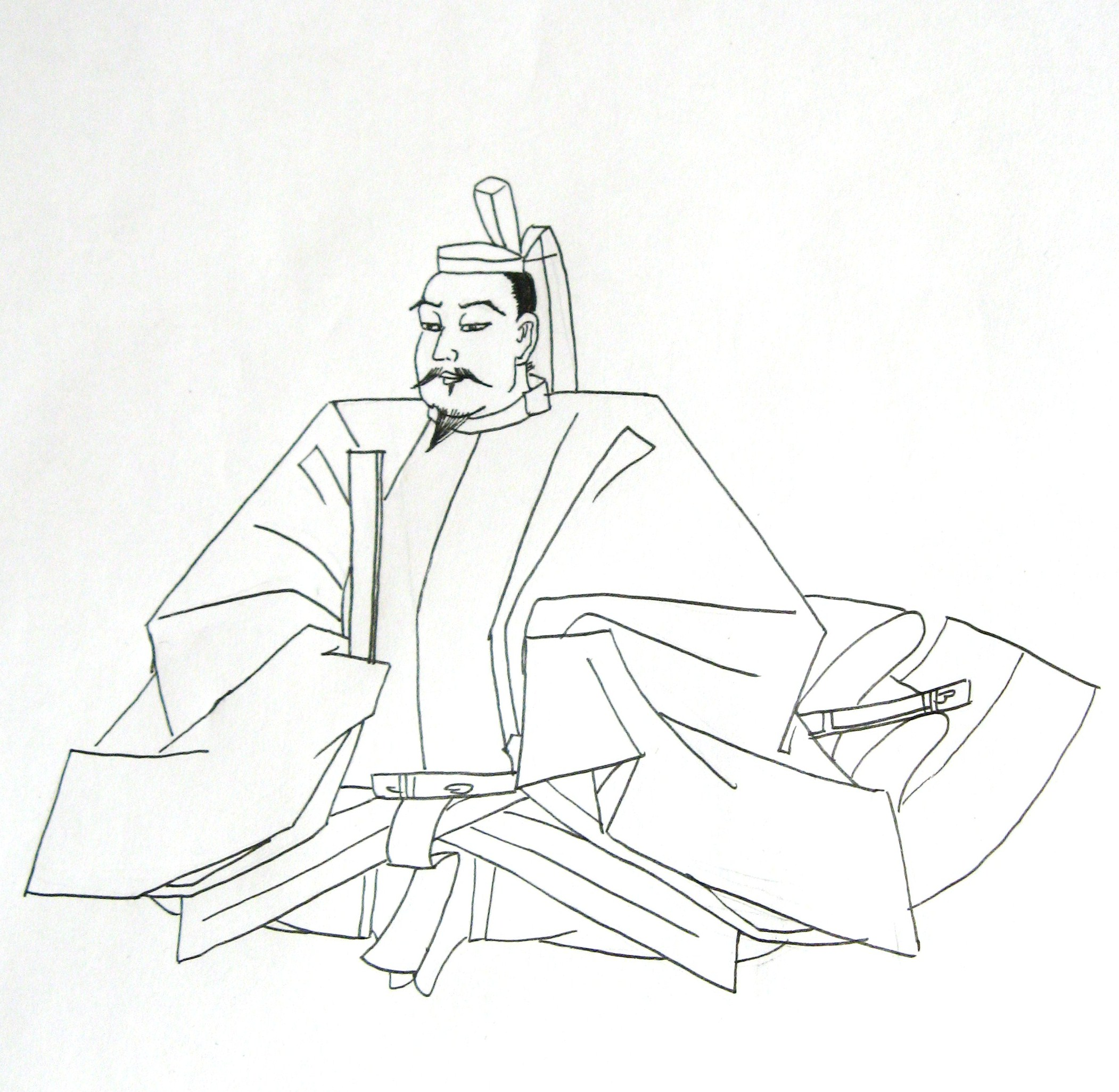
Fujiwara no Yorimichi

Antes de suceder en el cargo de regente, Yorimichi había ostentado el título de Nidaijin, el más bajo nivel de ministros de estado. Mediante un edicto, fue ascendido sobre sus colegas, con el título de Ichi no Hito (Persona Número Uno). Además de la razón de la sucesión directa a partir de su padre, este edicto era presuntamente necesario para que Yorimichi alcanzara a convertirse en Sesshō.
Él también es conocido como el fundador del Salón del Fénix del Byōdō-in (Templo Byōdō), ubicado en Uji.